# Halanonchus renatus
Halanonchus renatus är en rundmaskart som först beskrevs av Timm 1961.  Halanonchus renatus ingår i släktet Halanonchus och familjen Trefusiidae. Inga underarter finns listade i Catalogue of Life.